# Сайкоу Релм
Psycho Realm са латинска хип-хоп група водеща началото си през 1989 година от братята Джак Гонзалес (под прякор Sick Jacken) и Густаво Гонзалес (под пряко Duke). Първата официална песен на братята от Pico-Union Лос Анджелис е „Scandalous“ излезла за саундтрака на филма Mi Vida Loca през 1993. През същата година Люис Фрийз (под прякор B-Real от Cypress Hill) присъства на техен концерт и незабавно изказва желание да се присъедини към проекта. С него издават само един албум главно заради опасенията на Sick Jacken, че Sony Records искат да ги цензурират (вследствие на което братята създават собствен лейбъл Sick Symphonies). Звученето и римите на групата са с ярко изразен политически и спиритуален стил примесен с лични преживявания. Както казва Sick Jacken в едно интервю относно новият им албум с Dj Muggs и Cynic, песните извазяват повече някаква история отколкото случайно подбрани римувани изречения. Групата е сполетена от нещастен случай на 29 януари 1999, когато един месец преди да излезе втората част на техния албум War Story Book 2, Duke е прострелян и получава почти пълна парализа. В крайна сметка албумът е завършен с помощта на Street Platoon. Песните започват да стават и все по „парещи“ и изразяващи твърда позиция срещу т. нар. „нов световен ред“ и срещу обусловеният и програмиран живот на „зомбираното“ население.

## Дискография
- 1997 The Psycho Realm
- 1998 The Unreleased CD
- 1999 A War Story Book I
- 2003 A War Story Book II

Sick Jacken е участвал и в:
- 1999 Videodrone песен „Pig In A Blanket“ от едноименния албум
- 2003 Cartel De Santa песен „Jake Mate“ от едноименния албум
- 2006 La Coka Nostra песен „Fuck Tony Montana“
- 2006 P.O.D. песен „On The Grind“ заедно с Boo-Yaa T.R.I.B.E. and Amy Terrin от албума Testify
- 2007 Evidence (artist) – The Weatherman песен Born in LA с участието на Sick Jacken & Chace Infinite
- 2008 Immortal Technique-Hollywood drive by с участието на Sick Jacken and Cynic от албума The 3rd world
- 2008 Snowgoons-Sick Life с участието на Sick Jacken, Cynic & Bacardi Riam от албума Black Snow

Също така Psycho представя Sick Symphonies:
- 2005 Psycho Realm and Street Platoon Present... Sick Symphonies: Sickside Stories
- 2007 Sick Symphonies Presents DJ FM Street Mixes Vol.1

Sick Jacken Albums:
- 2006 Sick Jacken & Cynic: The Terror Tapes Vol.1
- 2007 DJ Muggs vs. Sick Jacken: Legend of the Mask and the Assassin